# Huis van Massemen
Het Huis van Massemen is een voormalig middeleeuws Vlaams adellijk geslacht.
Lindanus heeft, vanaf 1331, de geslachtslijst van de Heren van Massemen opgemaakt. Deze vangt aan met Sophia de Beaufort, gehuwd met Willem van Nevele.
Hun zoon, eveneens Willem van Nevele, bezat de heerlijkheid Uitbergen-Overmere nog in 1365. Rond die tijd kwam Jan van Massemen door erfenis in het bezit van de heerlijkheid Overmere-Uitbergen. Hij was de zoon van Geeraard IV van Massemen, heer van Kalken en Laarne, en van Margareta van Nevele, zelf dochter van bovengenoemde Willem van Nevele.
Na Jan van Massemen, die tevens Kalken en Laarne geërfd had, komt Ogier van Massemen, die in het jaar 1421 de hertog van Bourgondië vergezelde naar Frankrijk om de moord op diens vader te wreken. Rond die tijd wordt ook als heer genoemd: Daneel van Massemen, gehuwd met Margereta van Gistel, voogdes van Wichelen-Serskamp, overleden respectievelijk in 1430 en 1431.
Volgende heer werd Lodewijk van Massemen, zoon van Daneel, die in de echt trad met Elizabeth's Wagen. Hij had drie kinderen: Ogier, Jozijne en Margareta. Hij overleed zeer jong en zijn bezittingen werden als volgt verdeeld:
- Ogier, 2/3 van Uitbergen en Overmere, met het rechtsgebied, de molen en de inkomsten
- Jozijne, het goed van Schellebelle, een huis te Dendermonde en enige andere inkomsten
- Margareta, goed van Berlegem en nog enige andere plaatsen

Wat er met het overige 1/3 van Overmere-Uitbergen gebeurde is niet precies geweten, maar het is zeker, gedurende lange tijd, in het bezit gebleven van het huis van Massemen (zie verder onder Nicolaas van Coudenhove).
Genoemde Ogier van Massemen, trad in het huwelijk met Margareta van der Linden en overleed op 16 mei 1494. Hij had twee kinderen:
- Jacob, gestorven in 1500 en
- Geertrui die vrouw werd van Overmere en Uitbergen. Zij huwde met Jan du Bois, gezegd van den Houte, zodat de heerlijkheid in het bezit kwam van het huis du Bois. Gedurende bijna een eeuw, de 16e, zal Overmere - Uitbergen bestuurd worden door een lid van de familie du Bois.